# Новый Янкуль
Новый Янкуль — посёлок в Андроповском муниципальном округе Ставропольского края России.

## География
Посёлок расположен в бассейне реки Большой Янкуль (приток Калауса), в степной зоне Ставропольской возвышенности.
Расстояние до краевого центра: 52 км.
Расстояние до районного центра: 36 км.

## История
Посёлок Новый Янкуль основан в июне 1920 года на землях бывших частновладельческих имений.
В 1925 году построена школа на 35 мест, клуб с библиотекой.
С августа 1942 года по январь 1943 года посёлок находился в оккупации.
На 1 марта 1966 года был центром Новоянкульского сельсовета Александровского района:7.
На 1 января 1983 года Новоянкульский сельсовет находился в подчинении Курсавского района:17.
До 16 марта 2020 года посёлок был административным центром упразднённого Новоянкульского сельсовета.

## Население
| 1959  | 1970  | 1979 | 1989  | 1999  | 2002  | 2008  | 2010  | 2011  |
| ----- | ----- | ---- | ----- | ----- | ----- | ----- | ----- | ----- |
| 570   | ↗1096 | ↘982 | ↗1235 | ↗1350 | ↘1323 | ↘1301 | ↗1352 | ↗1358 |
| 2014  | 2021  |      |       |       |       |       |       |       |
| ↘1300 | ↘1122 |      |       |       |       |       |       |       |

По данным переписи 2002 года в национальной структуре населения преобладают русские (71 %).

## Инфраструктура
- Администрация Новоянкульского сельсовета
- Социально-культурное объединение. Открыто 15 октября 1966 года как Дом культуры[14]
- Библиотека. Открыта 27 мая 1936 года[15]
- Около посёлка находится общественное открытое кладбище площадью 10 тыс. м²[16]

## Образование
- Детский сад № 1 «Журавушка»
- Средняя общеобразовательная школа № 8 имени И. В. Орехова. Открыта 1 сентября 1975 года[17]
- Детский дом (смешанный) № 15 «Надежда»
- Андроповский социально-реабилитационный центр для несовершеннолетних. Открыт 30 мая 2003 года[18]

## Экономика
Предприятия сельского хозяйства.

## Эпидемиология
- Находится в местности, отнесённой к активным природным очагам туляремии[19]

## Люди, связанные с посёлком
- Иван Васильевич Орехов (1925—1943) — гвардии красноармеец, Герой Советского Союза. Пулемётчик И. В. Орехов за форсирование Днепра во время Великой Отечественной войны был посмертно удостоен звания Героя Советского Союза. Уроженец посёлка.